# Swan Song (filme)
Swan Song é um filme dramático estadunidense de 2021 escrito e dirigido por Benjamin Cleary, que retrata a história de um marido e pai amoroso diagnosticado com uma doença terminal, apresentado a uma solução alternativa controversa para substituir a si mesmo por um clone de carbono.

## Elenco
- Mahershala Ali como Cameron Turner
- Naomie Harris como Poppy Turner
- Awkwafina como Kate
- Glenn Close como Dr. Scott
- Adam Beach como Dalton

## Produção
Foi anunciado em fevereiro de 2020 que a Apple TV+ havia adquirido os direitos do filme, que seria escrito e dirigido por Benjamin Cleary e estrelado por Mahershala Ali. Em setembro, Naomie Harris foi adicionado ao elenco. E em novembro, Awkwafina e Glenn Close se juntaram ao elenco do filme. Adam Beach revelou que foi adicionado ao elenco em dezembro.
A filmagem iniciou em 9 de novembro de 2020, em Vancouver, Canadá; e foram concluídas em 6 de fevereiro de 2021.